# Liste der Stolpersteine in Schöneck (Hessen)
In der Liste der Stolpersteine in Schöneck (Hessen) werden die vorhandenen Gedenksteine aufgeführt, die im Rahmen des Projektes Stolpersteine des Künstlers Gunter Demnig bisher im Schönecker Ortsteil Büdesheim verlegt worden sind.

## Verlegte Stolpersteine
| Adresse                             | Name                     | Inschrift | Verlegedatum | Bild | Anmerkung |
| ----------------------------------- | ------------------------ | --- | ------------ | ---- | --------- |
| Riedstraße 4 (Standort)             | Abraham Jacob            | HIER WOHNTE ABRAHAM JACOB JG. 1864 DEPORTIERT 1942 THERESIENSTADT TOT 13.10.1942                                                                           | 12.05.2012   |      |           |
| Riedstraße 4 (Standort)             | Elka Jacob               | HIER WOHNTE ELKA JACOB GEB. SCHUSTER JG. 1868 DEPORTIERT 1942 THERESIENSTADT TOT 15.10.1942                                                                | 12.05.2012   |      |           |
| Riedstraße 4 (Standort)             | Paula Katz               | HIER WOHNTE PAULA KATZ GEB. JACOB JG. 1894 ZWANGSUMGESIEDELT 1942 RAUISCHHOLZHAUSEN DEPORTIERT 1942 THERESIENSTADT 1944 AUSCHWITZ ERMORDET                 | 12.05.2012   |      |           |
| Riedstraße 4 (Standort)             | Blanka Stern             | HIER WOHNTE BLANKA STERN GEB. JACOB JG. 1896 HEIMATORT VERLASSEN VÖLKERSLEIER DEPORTIERT IZBICA ERMORDET                                                   | 12.05.2012   |      |           |
| Riedstraße 16 (Standort)            | Nathan Strauss           | HIER WOHNTE NATHAN STRAUSS JG. 1868 FLUCHT 1938 ARGENTINIEN                                                                                                | 11.09.2014   |      |           |
| Riedstraße 16 (Standort)            | Hugo Strauss             | HIER WOHNTE HUGO STRAUSS JG. 1903 FLUCHT 1938 ARGENTINIEN                                                                                                  | 11.09.2014   |      |           |
| Riedstraße 16 (Standort)            | Gerti Karolina Strauss   | HIER WOHNTE GERTI KAROLINA STRAUSS GEB. HÖXTER JG. 1902 FLUCHT 1938 ARGENTINIEN                                                                            | 11.09.2014   |      |           |
| Riedstraße 16 (Standort)            | Elli Strauss             | HIER WOHNTE ELLI STRAUSS VERH. MEYER JG. 1930 FLUCHT 1938 ARGENTINIEN                                                                                      | 11.09.2014   |      |           |
| Südliche Hauptstraße 5 (Standort)   | Josef Flörsheimer        | HIER WOHNTE JOSEF FLÖRSHEIMER JG. 1892 HEIMATORT UNFREIWILLIG VERLASSEN 1941 FRANKFURT DEPORTIERT 1942 ARBEITSEINSATZ / RADOM ERMORDET 1944                | 12.05.2012   |      |           |
| Südliche Hauptstraße 5 (Standort)   | Martha Flörsheimer       | HIER WOHNTE MARTHA FLÖRSHEIMER GEB. LÖB JG. 1893 HEIMATORT UNFREIWILLIG VERLASSEN 1941 FRANKFURT DEPORTIERT 1942 ARBEITSEINSATZ/WOLNCKY ERMORDET 24.7.1942 | 12.05.2012   |      |           |
| Südliche Hauptstraße 5 (Standort)   | Julius Erich Flörsheimer | HIER WOHNTE JULIUS ERICH FLÖRSHEIMER JG. 1924 DEPORTIERT IN MEHRERE KZ ZULETZT DACHAU AUS TRANSPORTZUG BEFREIT 30.4.1945 ÜBERLEBT                          | 12.05.2012   |      |           |
| Südliche Hauptstraße 1 (Standort)   | Moses Strauss            | HIER WOHNTE MOSES ABRAHAM STRAUSS JG. 1870 DEPORTIERT 1942 THERESIENSTADT ERMORDET 15.1.1942                                                               | 02.12.2014   |      |           |
| Südliche Hauptstraße 1 (Standort)   | Selma Rose               | HIER WOHNTE SELMA ROSE GEB. STRAUSS JG. 1899 FLUCHT USA | 02.12.2014   |      |           |
| Südliche Hauptstraße 1 (Standort)   | Kathinka Strauss         | HIER WOHNTE KATHINKA STRAUSS GEB. BECKER JG. 1873 GEDEMÜTIGT/ENTRECHTET TOT 14.8.1942 BÜDESHEIM                                                            | 02.12.2014   |      |           |
| Südliche Hauptstraße 1 (Standort)   | Erich Leopold            | HIER WOHNTE ERICH LEOPOLD JG. 1895 DEPORTIERT 1942 ERMORDET IM BESETZTEN POLEN                                                                             | 02.12.2014   |      |           |
| Südliche Hauptstraße 1 (Standort)   | Emilie Leopold           | HIER WOHNTE EMILIE LEOPOLD GEB. STRAUSS JG. 1902 DEPORTIERT 1942 ERMORDET IM BESETZTEN POLEN                                                               | 02.12.2014   |      |           |
| Nördliche Hauptstraße 12 (Standort) | Adolf Simon              | HIER WOHNTE ADOLF SIMON JG. 1877 GEDEMÜTIGT/ENTRECHTET TOT 17.1.1939 FRANKFURT A.M.                                                                        | 02.12.2014   |      |           |
| Nördliche Hauptstraße 12 (Standort) | Klara Simon              | HIER WOHNTE KLARA SIMON JG. 1912 SCHICKSAL UNBEKANNT | 02.12.2014   |      |           |
| Nördliche Hauptstraße 12 (Standort) | Dina Simon               | HIER WOHNTE DINA SIMON GEB. STRAUSS JG. 1885 DEPORTIERT 1942 ERMORDET IM BESETZTEN POLEN                                                                   | 02.12.2014   |      |           |
| Schmiedgasse 7 (Standort)           | Heinrich Strauss         | HIER WOHNTE HEINRICH STRAUSS JG. 1879 HEIMATORT UNFREIWILLIG VERLASSEN 1936 BÜDESHEIM GEDEMÜTIGT/ENTRECHTET TOT 8.12.1936                                  | 12.05.2012   |      |           |
| Schmiedgasse 7 (Standort)           | Betti Strauss            | HIER WOHNTE BETTI STRAUSS JG. 1870 FLUCHT 1940 ARGENTINIEN ÜBERLEBT                                                                                        | 12.05.2012   |      |           |
| Schmiedgasse 7 (Standort)           | Adolf Strauss            | HIER WOHNTE ADOLF STRAUSS JG. 1899 DEPORTIERT IN MEHREREN KZ ÜBERLEBT                                                                                      | 12.05.2012   |      |           |
| Schmiedgasse 7 (Standort)           | Berthold Strauss         | HIER WOHNTE BERTHOLD STRAUSS JG. 1905 HEIMATORT UNFREIWILLIG VERLASSEN FRANKFURT/MAIN FLUCHTVERSUCH BEI PASSKONTROLLE VERHAFTET SCHICKSAL UNBEKANNT        | 12.05.2012   |      |           |
| Schmiedgasse 7 (Standort)           | Herbert Strauss          | HIER WOHNTE HEINRICH STRAUSS JG. 1912 FLUCHT 1938 USA ÜBERLEBT                                                                                             | 12.05.2012   |      |           |